# Josef Riegler
Josef Riegler (*Judenburg 1 november 1938) is een Oostenrijks politicus (ÖVP). Hij was van 24 april 1989 tot 2 juli 1991 vicekanselier van Oostenrijk. Hij geldt als een exponent van de groene politiek in Oostenrijk en een van de grondleggers van de eco-sociale markteconomie (Ökosoziale Marktwirtschaft).

## Biografie
Riegler was de zoon van een landbouwer die tijdens de Tweede Wereldoorlog om het leven kwam. Vanwege het wegvallen van zijn vader was hij als jongeman lange tijd werkzaam geweest op het ouderlijk landbouwbedrijf. Na het voltooien van het voortgezet onderwijs studeerde hij van 1960 tot 1965 aan de Landbouwhogeschool van Wenen. Tijdens zijn studietijd sloot hij zich aan bij de katholieke studentenvereniging. Na het behalen van een graad in de landbouwwetenschappen was hij werkzaam als docent verbonden aan diverse landbouwopleidingen.
In 1975 werd Riegler in de Nationale Raad (lagerhuis) gekozen voor de Österreichische Volkspartei (ÖVP). Hij bleef tot 1983 lid van de Nationale Raad en was woordvoerder landbouwvraagstukken voor zijn partij. Daarna was hij minister voor land- en bosbouw en ook milieu lid van de regering van de deelstaat Stiermarken (1983-1987). Van 1987 tot 1989 was hij bondsminister van Land- en Bosbouw in het kabinet-Vranitzky II, een Grote Coalitie van SPÖ en ÖVP.
In 1989 volgde hij Alois Mock op als partijleider van de ÖVP en vicekanselier. In het kabinet-Vranitzky III (1990-1991) was hij als bondsminister zonder portefeuille belast met federalisme en wetshervormingsvraagstukken. In 1991 werd Riegler, die een gebrek aan visie en leiderschap werd verweten, als vicekanselier opgevolgd door de als progressiever bekend staande partijgenoot Erhard Busek.
Riegler, die in 1986 het begrip eco-sociale markteconomie (Ökosoziale Marktwirtschaft) introduceerde, zette zich na zijn vicekanselierschap vooral in voor de verbreiding voor duurzaamheid en een evenwichtig milieubeleid. Zijn concept van de eco-sociale markteconomie moet worden gezien als verbeterde versie van de in de jaren '40 in Duitsland ontwikkelde sociale markteconomie door sociaal beleid, markt en duurzaamheid te combineren. Riegler is erevoorzitter van het Ökosoziale Forum en was Oostenrijks coördinator van het Global Marshall Plan Initiative.

## Werken (selectie)
- Ökosoziale Marktwirtschaft (met Anton Moser), 1997
- Die Bauern nicht dem Weltmarkt opfern. Warum wir unsere Landwirtschaft brauchen (met Hans W. Popp en Hermann Kroll-Schlüter), 1999
- Konfrontation oder Versöhnung? (met Anton Moser), 2001
- Global Marshall Plan (met Uwe Möller, Franz-Josef Radermacher), 2004
- Welt in Balance: Zukunftschance Ökosoziale Marktwirtschaft (met Heinz Fischer, Horst P. Gross, Peter Heintel uen Günther Hödl), Global Marshall Plan Foundation, 2004
- Land in Gefahr? Zukunftsstrategien für den ländlichen Raum (met Hans W. Popp en Hermann Kroll-Schlüter, 2005
- querdenker. Ökosozial statt marktradikal (met Ernst Scheiber), 2007
- Landtag Steiermark: Geschichte und Gegenwart, 2008